# Odontocera josemartii
Odontocera josemartii är en skalbaggsart som beskrevs av Fernando de Zayas 1956. Odontocera josemartii ingår i släktet Odontocera och familjen långhorningar.
Artens utbredningsområde är Kuba. Inga underarter finns listade i Catalogue of Life.